# Corrientes Challenger
Il Corrientes Challenger, noto come Dove Men+Care Legión Sudamericana Challenger Corrientes per motivi di sponsorizzazione, è un torneo professionistico di tennis maschile, che fa parte dell'ATP Challenger Tour. La prima edizione è stata giocata nel 2015 e il torneo è stato subito dismesso. È stato ripristinato nel maggio 2022 sui campi in terra rossa del Corrientes Tennis Club di Corrientes, in Argentina, nell'ambito del circuito Legión Sudamericana creato per aiutare lo sviluppo professionale dei tennisti sudamericani.

## Albo d'oro

### Singolare
| Anno      | Campione           | Finalista         | Punteggio     |
| --------- | ------------------ | ----------------- | ------------- |
| 2023      | Non disputato      | Non disputato     | Non disputato |
| 2022      | Francisco Comesaña | Mariano Navone    | 6–0, 6–3      |
| 2021 2016 | Non disputato      | Non disputato     | Non disputato |
| 2015      | Máximo González    | Diego Schwartzman | 3–6, 7–5, 6–4 |

### Doppio
| Anno      | Campione                        | Finalista                       | Punteggio     |
| --------- | ------------------------------- | ------------------------------- | ------------- |
| 2023      | Non disputato                   | Non disputato                   | Non disputato |
| 2022      | Guido Andreozzi Guillermo Durán | Nicolás Álvarez Murkel Dellien  | 7–5, 6–2      |
| 2021 2016 | Non disputato                   | Non disputato                   | Non disputato |
| 2015      | Julio Peralta Horacio Zeballos  | Guillermo Durán Máximo González | 6–3, 6–3      |